# Stibadocera
Stibadocera is een geslacht van buismuggen (Cylindrotomidae). De wetenschappelijke naam van het geslacht is voor het eerst geldig gepubliceerd in 1912 door Günther Enderlein, samen met de beschrijving van Stibadocera bullans uit Sumatra.
Stibadocera omvat 12 gekende soorten, die voorkomen in het Oriëntaals gebied en het Australaziatisch gebied.
Mannetjes van deze soorten hebben opmerkelijk lange voelsprieten, tot anderhalf keer zo lang als hun lichaamslengte, welke varieert van 6 tot 9 mm.

## Soorten
- S. bullans Enderlein, 1912
- S. daymanensis Alexander, 1960
- S. fasciata Edwards, 1926
- S. luteipennis Alexander, 1962
- S. metallica Alexander, 1915
- S. nana Alexander, 1961
- S. nigronitida Alexander, 1972
- S. opalizans Alexander, 1931
- S. papuana Alexander, 1948
- S. perangusta Alexander, 1961
- S. pumila Alexander, 1930
- S. quadricellula (Brunetti, 1911)